# Guru Gobind Singh
Śrī Guru Gobind Singh (in punjabi ਗੁਰੂ ਗੋਬਿੰਦ ਸਿੰਘ, AFI: gʊɾu gobɪn̪d̪ sɪ́ŋg; Patna, 22 dicembre 1666 – Nanded, 7 ottobre 1708) è stato il decimo guru dei Sikh.
Ha sacrificato i suoi 4 figli per il popolo Sikh: Baba Ajit Singh Ji, Baba Jojar Singh Ji, Baba Zorawar Singh Ji e Baba Fateh Singh Ji.

## Biografia
Figlio del Guru Tegh Bahadur e di Mata Gujri, diventò guru l'11 novembre 1675, all'età di nove anni dopo la decapitazione del padre. Guidò l'opposizione al regno del Gran Mogol Aurangzeb ma strinse in seguito un'alleanza con il figlio Bahadur Shah I.
Guru Gobind Singh fu l'ultima persona che ricoprì il ruolo di guru; egli stesso, decise che l'ultimo e permanente guru sarebbe stato il libro sacro Guru Granth Sahib, che tutt'oggi rimane il testo sacro della religione Sikh.